# Leudelange
Leudelange (in lussemburghese: Leideleng; in tedesco: Leudelingen) è un comune del Lussemburgo sud-occidentale. Fa parte del cantone di Esch-sur-Alzette, nel distretto di Lussemburgo.
Nel 2005, la città di Leudelange, capoluogo del comune che si trova al centro del suo territorio, aveva una popolazione di 1 851 abitanti. Altri 52 abitanti risiedono nei paraggi.
Leudelange si è costituita in comune il 1º luglio 1856, quando è stata scorporata dal comune di Reckange-sur-Mess. La legge costitutiva del comune è stata approvata il 3 marzo 1856.

## Infrastrutture e trasporti
La città è servita dall'autostrada A4.